# Gino Rossetti
Pour les articles homonymes, voir Rossetti.
Gino Rossetti (né le 7 novembre 1904 à La Spezia et mort le 16 mai 1992) est un footballeur italien des années 1920 et 1930.

## Biographie
En tant que milieu, Gino Rossetti est international italien à 13 reprises (1927-1929) pour 9 buts.
Il participe aux Jeux olympiques de 1928. Il est titulaire dans les deux premiers (France et Espagne), inscrivant un but contre la France à la 19e minute, mais il ne joue pas les matchs suivants. Il remporte la médaille de bronze.
Il remporte aussi la Coupe internationale en 1927-1930, terminant co-meilleur buteur avec Julio Libonatti (6 buts chacun).
En club, il joue dans trois clubs (AC Spezia, AC Torino et AC Naples), remportant deux Scudetti (dont un est retiré) et il termine meilleur buteur du championnat en 1929 avec 36 buts.

## Clubs
- 1921-1926 :  FBC Spezia
- 1926-1933 :  FBC Torino
- 1933-1937 :  AC Naples
- 1937-1938 :  AC Torino
- 1938-1939 :  AC Spezia

## Palmarès
- Jeux olympiques
  - Médaille de bronze en 1928
- Coupe internationale

- - Vainqueur en 1927-1930
- Championnat d'Italie de football
  - Champion en 1927 (titre révoqué) et en 1928
  - Vice-champion en 1929
- Coupe d'Italie de football
  - Finaliste en 1938
- Meilleur buteur du championnat d'Italie
  - Récompensé en 1929